# أندريس ريوس
أندريس ريوس (بالإسبانية: Andrés Lorenzo Pija Ríos) (1 أغسطس 1989 في الأرجنتين - ) هو لاعب كرة قدم أرجنتيني في مركز الهجوم. شارك مع منتخب الأرجنتين تحت 20 سنة لكرة القدم. أما مع النوادي، فقد لعب مع ديفنسا خوستيكا وريفر بليت وفيسوا كراكوف ونادي أمريكا ونادي جامعة غوادالاخارا وديبورتيفو كوينكا.

## وصلات خارجية
- أندريس ريوس على موقع الدوري الأمريكي (الإنجليزية)
- أندريس ريوس على موقع قاعدة بيانات كرة القدم.إي يو (الإنجليزية)
- أندريس ريوس على موقع Soccerway.com (الإنجليزية)